# Байкибашевский район
Байкибашевский район Башкирской АССР был образован 20 марта 1937 года и расформирован 4 июля 1956 года.
Райцентр — село Байкибашево. Расстояние от райцентра до Уфы — 166 км, до пристани Усть-Байки 25 км, до ж.д. станции Щучье Озеро — 85 км. На 1952 год территория района составляла 1412 км², сельсоветов — 16.
Сельсоветы: Артакульский, Байкибашевский, Деушевский, Дубровский, Ельдякский, Мрясимовский, Нагретдиновский, Подлубовский, Расстреляевский, Седяшевский, Старо-Акбуляковский, Тегерменевский, Тургенеевский,Ургушевский, Хорошаевский, Явгильдинский.
Постановление Всероссийского Центрального Исполнительного Комитета «Об образовании новых районов в Башкирской АССР» от 20 марта 1937 года в Башкирии были сформированы 6 новых районов: Байкибашевский, Воскресенский, Кандринский район, Ишимбайский, Матраевский и Покровский.
С 29 мая 1952 Байкибашевский район вошёл в Уфимскую область, областное деление отменено 30 апреля 1953 г.
При укрупнении районов в июле 1956 года упразднены 7 районов: Абзановский, Байкибашевский, Бузовьязовский, Воскресенский, Кандринский, Матраевский, Улу-Телякский.
31 августа 1956 года Указом Президиума ВС РСФСР центром Байкибашевского района было установлено село Караидель и в связи с этим Байкибашевский район был переименован в Караидельский район.

## Население
По данным переписи 1939 года в Байкибашевском районе проживало 33 631 чел., в том числе татары — 49,0 %, русские — 29,0 %, башкиры — 14,9 %, марийцы — 6,3 %.
На территории района зафиксирован байкибашевский говор татарского языка (Материалы по татарской диалектологии, Т. 2, Казань: Татарское книжное издательство, 1962).

## СМИ
В районе издавались газеты «Ленинец» (на русском языке) и «Lenincь»/«Ленинчы» на татарском языке.